# گاهنیت
گاهنیت  (به انگلیسی: Gahnite) با فرمول شیمیایی ZnAl2O4 از مجموعه کانی هاست و توسط شیمیدان و کانی‌شناس سوئدی گاهن کشف شده‌است. به سختی در H2SO۴ حل می‌شود. ZnO:۴۴٫۳۹٪  Al2O۳:۵۵٫۶۱٪  برای اولین بار در ایتالیا کشف شد و از نظر شکل بلور: اکتائدر - دودکائدر - ماکله، رنگ: قرمز با بازتاب سیاه، شفافیت: شفاف - نیمه کدر، شکستگی: صدفی، جلا: شیشه‌ای - چرب، رخ: غیر کامل، سیستم تبلور: مکعبی و در رده‌بندی اکسید است همچنین خاصیت مغناطیسی ندارد و منشأ تشکیل آن دگرگونی - پگماتیتی است.
همایند کانی‌شناسی (پارانژ) آن چگالی - واکنش‌های شیمیاییاسپینل- گالن- اسفالریت- مگنتیت است.
، از نظر ژیزمان بلوری - آگرگات دانه‌ای کمیاب است و بیشتر در آلمان غربی، چک اسلواکی، فنلاند، بلغارستان، استرالیا، سوئد، آمریکا، برزیل یافت می‌شود.